# Chelsea Football Club 1957-1958
Questa voce raccoglie le informazioni riguardanti il Chelsea Football Club nelle competizioni ufficiali della stagione 1957-1958.

## Stagione
Il campionato inglese inizia il 24 agosto 1957 e il Chelsea comincia con un pareggio per 1-1 contro il Tottenham, a cui ne segue una sconfitta per 2-3 contro il Manchester City e una vittoria per 5-1 contro il Birmingham. I Blues vengono ancora sconfitti per 2-5 dal Manchester City e 0-3 dall'Everton; segue un pareggio (2-2) contro il West Bromwich Albion, una vittoria in trasferta per 1-3 contro il Newcastle United, un pari ulteriore pareggio (1-1) contro il West Bromwich e una vittoria per 6-1 contro il Burnley. Dopo un pesante 2-5 contro il Preston, il Chelsea ottiene due vittorie consecutive (contro lo Sheffield per 1-0 e contro l'Aston Villa per 4-2), viene battuta 1-2 dal Wolverhampton, pareggia 0-0 contro l'Arsenal e viene sconfitta prima dal Blackpool per 1-3, poi dal Luton per 1-3. I Blues pareggiano 2-2 con il Sunderlan, battono il Leicester City 4-0 e pareggiano 3-0 contro il Bolton. Dopo le vittorie contro Leeds United (2-1) e Manchester United (1-0), il Chelsea viene battuto 2-4 dal Tottenham, batte all'andata 7-4 il Portsmouth e perde 0-3 al ritorno, pareggia con il Birmingham 3-3. Dopo due vittorie casalinghe (3-1 contro l'Everton e 2-1 contro il Newcastle), si hanno due sconfitte consecutive (1-2 contro il Bunley e 0-2 contro il Preston) e due vittorie esterne (Sheffield-Chelsea 1-2 e Aston Villa-Chelsea 1-3). I Blues subiscono in seguito quattro sconfitte consecutive (contro Arsenal per 4-5, Wolverhampton per 1-2, Blackpool 1-4 e Leicester per 2-3), due pareggi senza reti (contro Sunderland e Nottingham Forest), una vittoria (Luton-Chelsea 0-2) e altri tre pari (Nottingham Forest-Chelsea 1-1, Chelsea-Bolton 2-2, Leeds-Chelsea 0-0). Il campionato termina con una vittoria per 2-1 contro il Manchester United e con l'ottenimento dell'undicesimo posto in classifica.
Il Chelsea inizia l'FA Cup dal terzo turno, battendo 2-0 il Doncaster Rovers; nel quarto turno i Blues  vengono però sconfitti 1-4 dal Darlington.

## Maglie e sponsor
Nella stagione 1957-1958 del Chelsea non sono presenti né sponsor tecnici né main sponsor. La divisa primaria è costituita dalla maglia blu con colletto a V bianco, calzoncini bianchi e calzettoni neri con strisce bianche e blu come decorazione. La divisa da trasferta è costituita da maglia rossa con colletto a polo bianco, calzoncini bianchi e calzettoni con le medesime decorazioni di quelli casalinghi.
| Casa | Trasferta |

## Rosa
Rosa e numerazione sono aggiornati al 31 maggio 1958.
| N. |                        | Ruolo | Calciatore      |
| -- | ---------------------- | ----- | --------------- |
|    | Inghilterra (bandiera) | P     | Reg Matthews    |
|    | Inghilterra (bandiera) | D     | John Compton    |
|    | Inghilterra (bandiera) | D     | Melvyn Scott    |
|    | Inghilterra (bandiera) | D     | Derek Saunders  |
|    | Inghilterra (bandiera) | D     | John Sillett    |
|    | Inghilterra (bandiera) | D     | Peter Sillett   |
|    | Irlanda (bandiera)     | D     | Dick Whittaker  |
|    | Inghilterra (bandiera) | C     | Frank Blunstone |

| N. |                        | Ruolo | Calciatore     |
| -- | ---------------------- | ----- | -------------- |
|    | Inghilterra (bandiera) | C     | Alan Dicks     |
|    | Inghilterra (bandiera) | C     | David Cliss    |
|    | Inghilterra (bandiera) | C     | Mike Harrison  |
|    | Inghilterra (bandiera) | C     | John Mortimore |
|    | Inghilterra (bandiera) | A     | Les Allen      |
|    | Inghilterra (bandiera) | A     | Micky Block    |
|    | Inghilterra (bandiera) | A     | Peter Brabrook |
|    | Inghilterra (bandiera) | A     | Jimmy Greaves  |
|    | Inghilterra (bandiera) | A     | Jim Lewis      |

## Calciomercato
| Acquisti | Acquisti      | Acquisti  | Acquisti |
| R.       | Nome          | da        | Modalità |
| -------- | ------------- | --------- | -------- |
| D        | Peter Sillett | London XI | ?        |

| Cessioni | Cessioni       | Cessioni          | Cessioni |
| R.       | Nome           | a                 | Modalità |
| -------- | -------------- | ----------------- | -------- |
| C        | Brian Nicholas | Coventry City     | ?        |
| C        | Ken Armstrong  | Gisborne City     | ?        |
| P        | Mike Collins   | Watford           | ?        |
| P        | Chic Thomson   | Nottingham Forest | ?        |

## Statistiche

### Statistiche di squadra
| Competizione | Punti | Totale | Totale | Totale | Totale | Totale | Totale |
| Competizione | Punti | G      | V      | N      | P      | Gf     | Gs     |
| ------------ | ----- | ------ | ------ | ------ | ------ | ------ | ------ |
| Campionato   | 42    | 42     | 15     | 12     | 15     | 83     | 79     |
| FA Cup       | -     | 2      | 1      | 0      | 1      | 3      | 4      |
| Totale       | -     | 44     | 16     | 12     | 16     | 86     | 83     |